# Josef Miroslav Weber
Josef Miroslav Weber (9. listopadu 1854 Praha – 1. ledna 1906 Mnichov) byl český houslista a hudební skladatel žijící v cizině.

## Život
Byl synem českého houslisty Jana Webera (1824–1880). Hrál na housle pod vedením svého otce a záhy vystupoval veřejně. V 6 letech účinkoval na otcově koncertě a v 10 letech hrál před císařem Ferdinandem Dobrotivým. Studoval i na Varhanické škole v Praze a v roce 1873 absolvoval Pražskou konzervatoř u Antonína Bennewitze.
Po absolvování konservatoře se stal členem dvorní kapely v Sondershausenu. O dva roky později byl již jmenován dvorním koncertním mistrem v Darmstadtu. Zde také založil vlastní smyčcové kvarteto. V roce 1883 převzal, po jiném českém houslistovi Josefu Řebíčkovi, postavení koncertního mistra královské dvorní kapely a druhého dirigenta opery ve Wiesbadenu. Od roku 1894 působil jako koncertní mistr dvorní opery v Mnichově.
Přes své dlouholeté působení v cizině se vždy hlásil ke svému českému původu a i jeho hudba vychází z českých kořenů.

## Dílo

### Komorní skladby
- 2 smyčcové kvartety (2. ceny v umělecké soutěži v Petrohradě 1891)
- Smyčcový kvintet D-dur ( v roce 1898 získal cenu Českého spolku pro komorní hudbu)
- Dechový kvintet (1900)
- Septet pro housle, violu, violoncello, klarinet, fagot a 2 lesní rohy „Z mého života“ (získal cenu vídeňského Tonkünstkerverien v roce 1896)

### Orchestrální skladby
- Ouvertura (1873)
- Houslový koncert g-moll (1898)
- 2 suity
- Scénická hudba k německým činohrám
- Die Reinnixe (balet, Wiesbaden, 1884)

### Vokální skladby
- Hus (kantáta)
- Der selige Herr Vetter (operní aktovka, 1894)
- Die neue Mamsell (lidová zpěvohra, 1896)
- Das verhängnisvolle Schloss (opera, 1905)